# Fra Mauro (cratère)
Fra Mauro est un cratère d'impact lunaire situé sur la face visible de la Lune. Il se trouve au nord-est de la Mare Cognitum et au sud-est de la Mare Insularum. Le cratère Fra Mauro est rattaché sur son flanc occidental à la formation géologique Fra Mauro qui est un massif montagneux sur lequel était prévue la destination originelle de la mission Apollo 13 qui n'a pu aboutir. C'est le module lunaire Apollo 14 qui se posa dans ce lieu en 1971. Au nord se trouvent le cratère Darney et au sud les cratères Bonpland et Parry. Son contour est largement érodé notamment au nord et à l'est. Son bord sud est mitoyen avec les cratères Bonpland et Parry. Le plancher intérieur du cratère est constitué de lave basaltique. 
En 1935, l'union astronomique internationale a donné le nom de l'astronome italien Fra Mauro à ce cratère lunaire.

## Cratères satellites

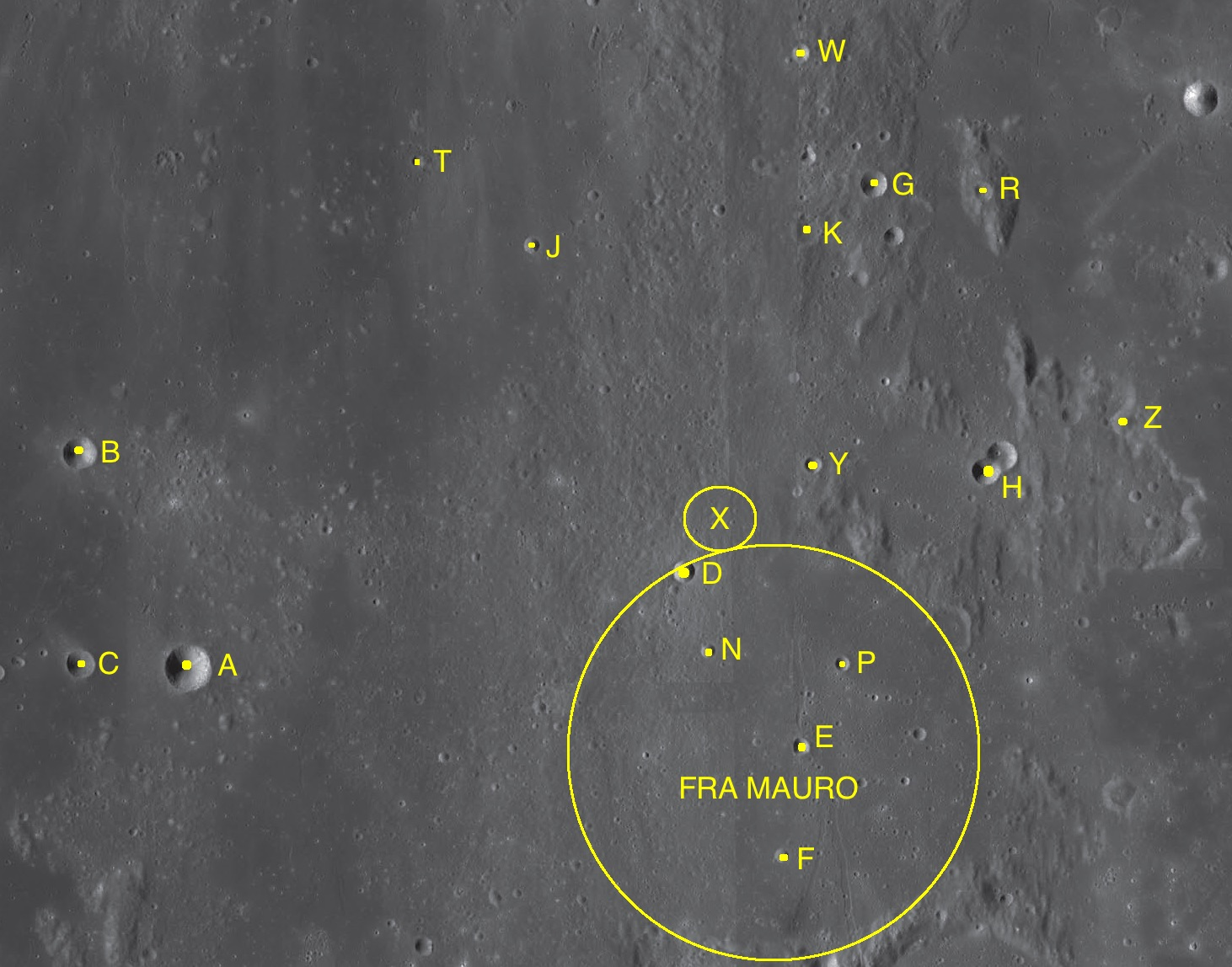
Carte des cratères satellites de Fra Mauro.

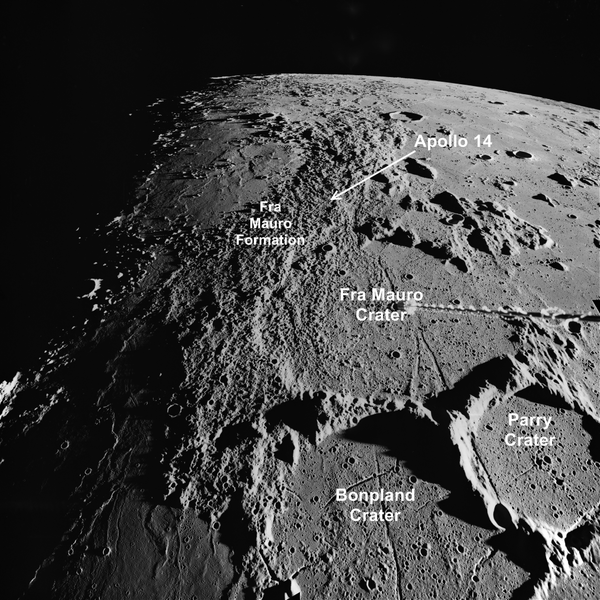
Vue du lieu d'alunissage du module lunaire Apollo 14.

Les cratères dit satellites sont de petits cratères situés à proximité du cratère principal, ils sont nommés du même nom mais accompagnés d'une lettre majuscule complémentaire (même si la formation de ces cratères est indépendante de la formation du cratère principal). Par convention ces caractéristiques sont indiquées sur les cartes lunaires en plaçant la lettre sur le point le plus proche du cratère principal.
| Fra Mauro | Latitude | Longitude | Diamètre |
| --------- | -------- | --------- | -------- |
| A         | 5.4° S   | 20.9° W   | 9 km     |
| B         | 4.0° S   | 21.7° W   | 7 km     |
| C         | 5.4° S   | 21.6° W   | 7 km     |
| D         | 4.8° S   | 17.6° W   | 5 km     |
| E         | 6.0° S   | 16.8° W   | 4 km     |
| F         | 6.7° S   | 16.9° W   | 3 km     |
| G         | 2.2° S   | 16.3° W   | 6 km     |
| H         | 4.1° S   | 15.5° W   | 6 km     |
| J         | 2.6° S   | 18.6° W   | 3 km     |
| K         | 2.5° S   | 16.7° W   | 6 km     |
| N         | 5.3° S   | 17.4° W   | 3 km     |
| P         | 5.4° S   | 16.5° W   | 3 km     |
| R         | 2.2° S   | 15.6° W   | 3 km     |
| T         | 2.1° S   | 19.3° W   | 3 km     |
| W         | 1.3° S   | 16.8° W   | 4 km     |
| X         | 4.5° S   | 17.3° W   | 20 km    |
| Y         | 4.1° S   | 16.7° W   | 4 km     |
| Z         | 3.8° S   | 14.6° W   | 5 km     |